# Baan
Baan – holenderskie przedsiębiorstwo produkujące oprogramowanie ERP (ang. Enterprise resource planning) działające w latach 1978–2003.
Przedsiębiorstwo Baan zostało założone w 1978 r. w Holandii przez Jana Baana, jako przedsiębiorstwo dostarczające usługi doradcze dla sfery finansów i administracji. Jego pierwszy pakiet oprogramowania, Triton, zainicjował ten segment rynku software’owego, który w 2006 r. rozwijany był dalej przez Infor Global Solutions jako jeden z kilku linii systemów ERP oferowanych przez tego producenta.